# Çaybükü, Küre
Çaybükü là một xã thuộc huyện Küre, tỉnh Kastamonu, Thổ Nhĩ Kỳ. Dân số thời điểm năm 2008 là 434 người.